# Рідлінген
Рідлінген (нім. Riedlingen) — місто в Німеччині, знаходиться в землі Баден-Вюртемберг. Підпорядковується адміністративному округу Тюбінген. Входить до складу району Біберах.
Площа — 64,97 км². Населення становить 10 670 осіб (станом на 31 грудня 2020).

## Відомі особистості
У поселенні народився:
- Фредерік Міллер (1824-1888 рр.) — американський пивовар та підприємець.

У поселенні помер:
- Ернст Юнгер (1895-1998 рр.) — німецький письменник, публіцист, націонал-революціонер, ідеолог консервативної революції.

## Галерея

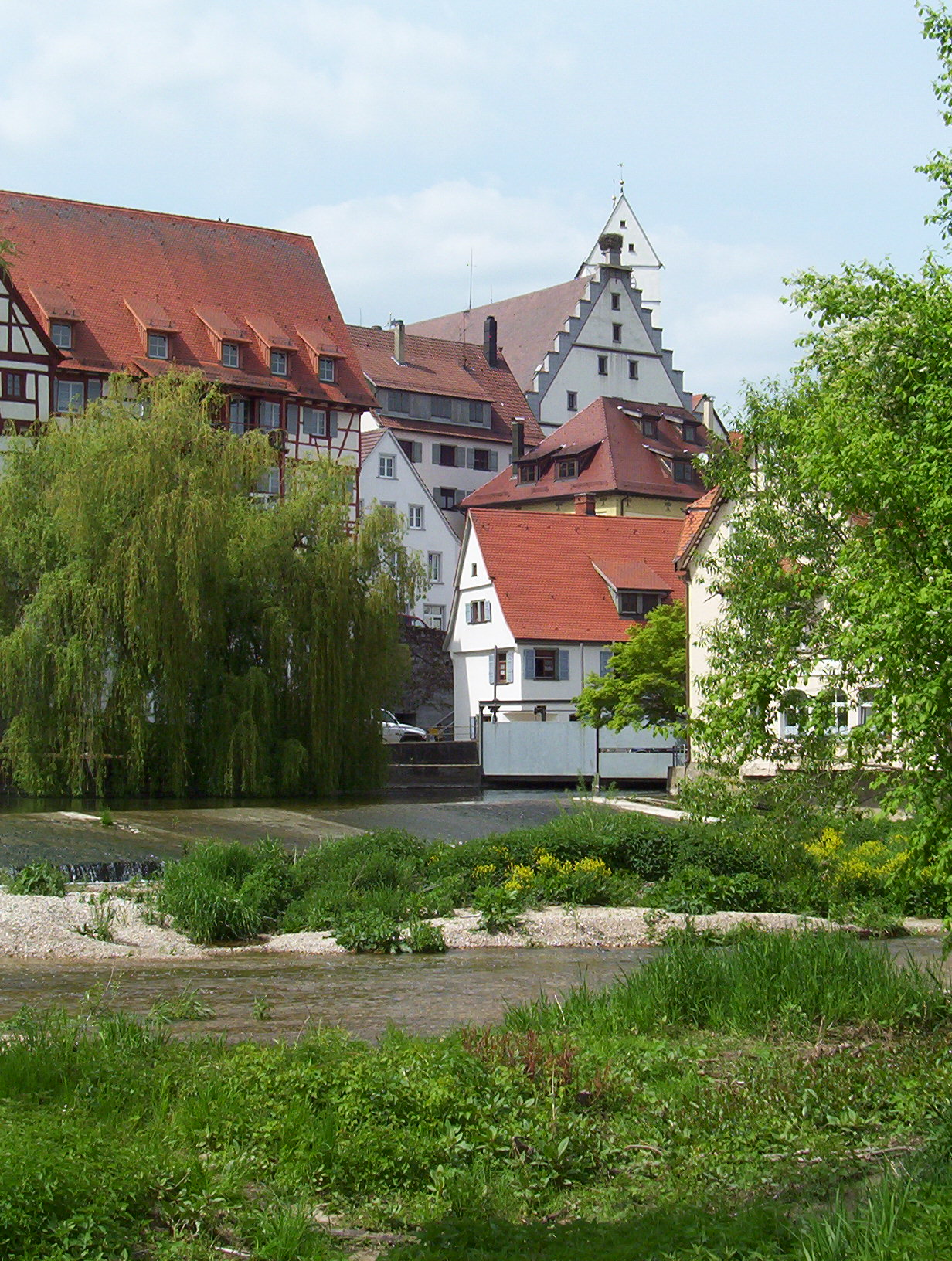
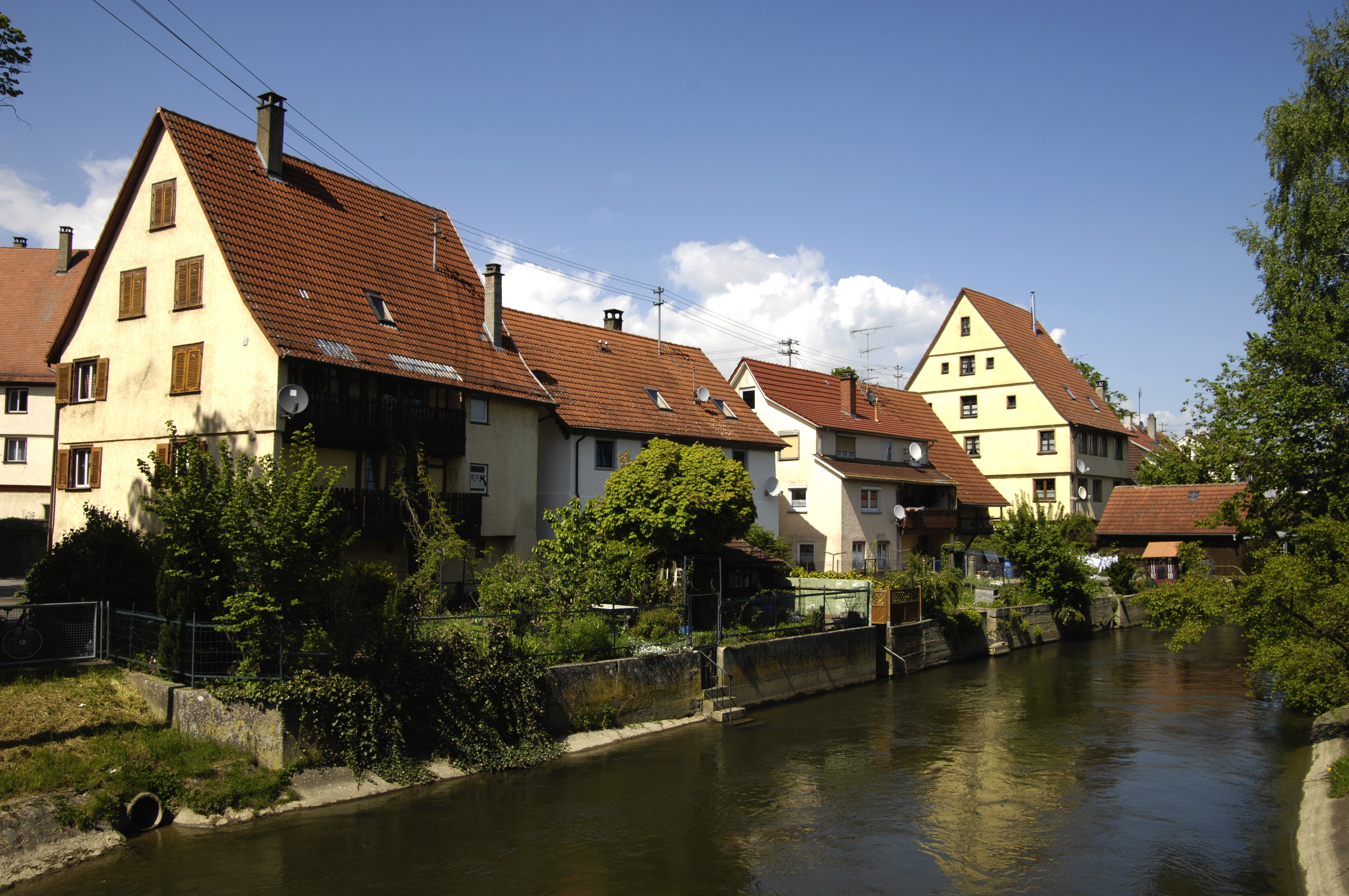
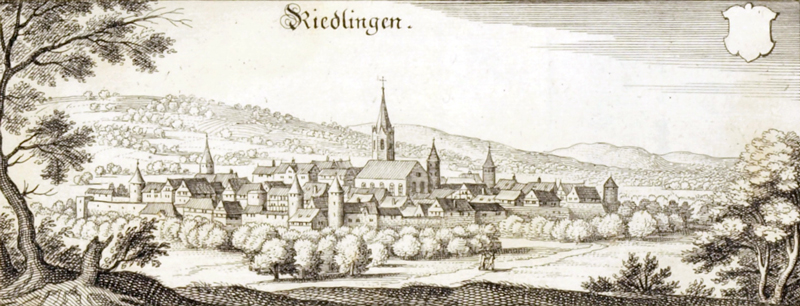
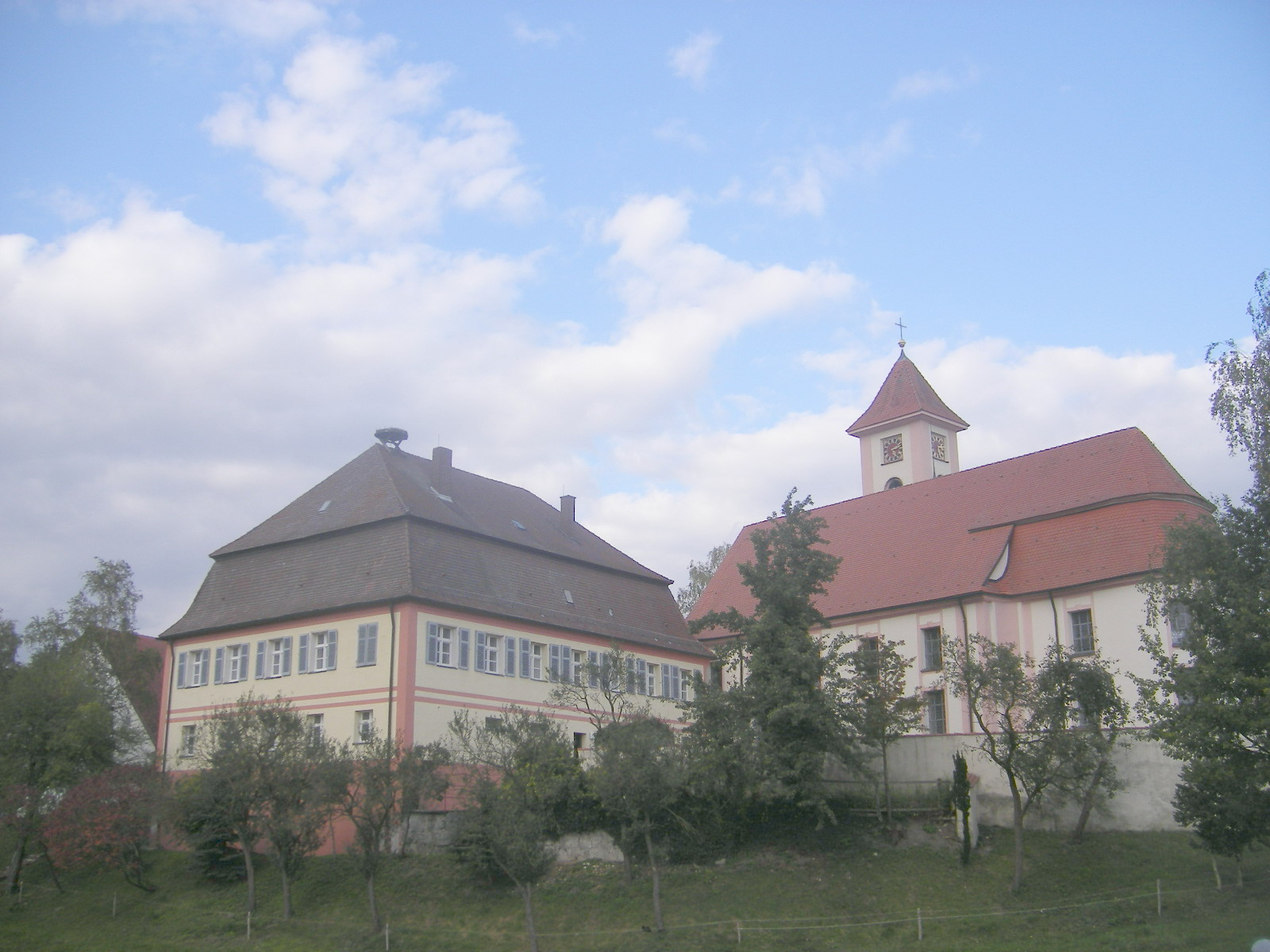
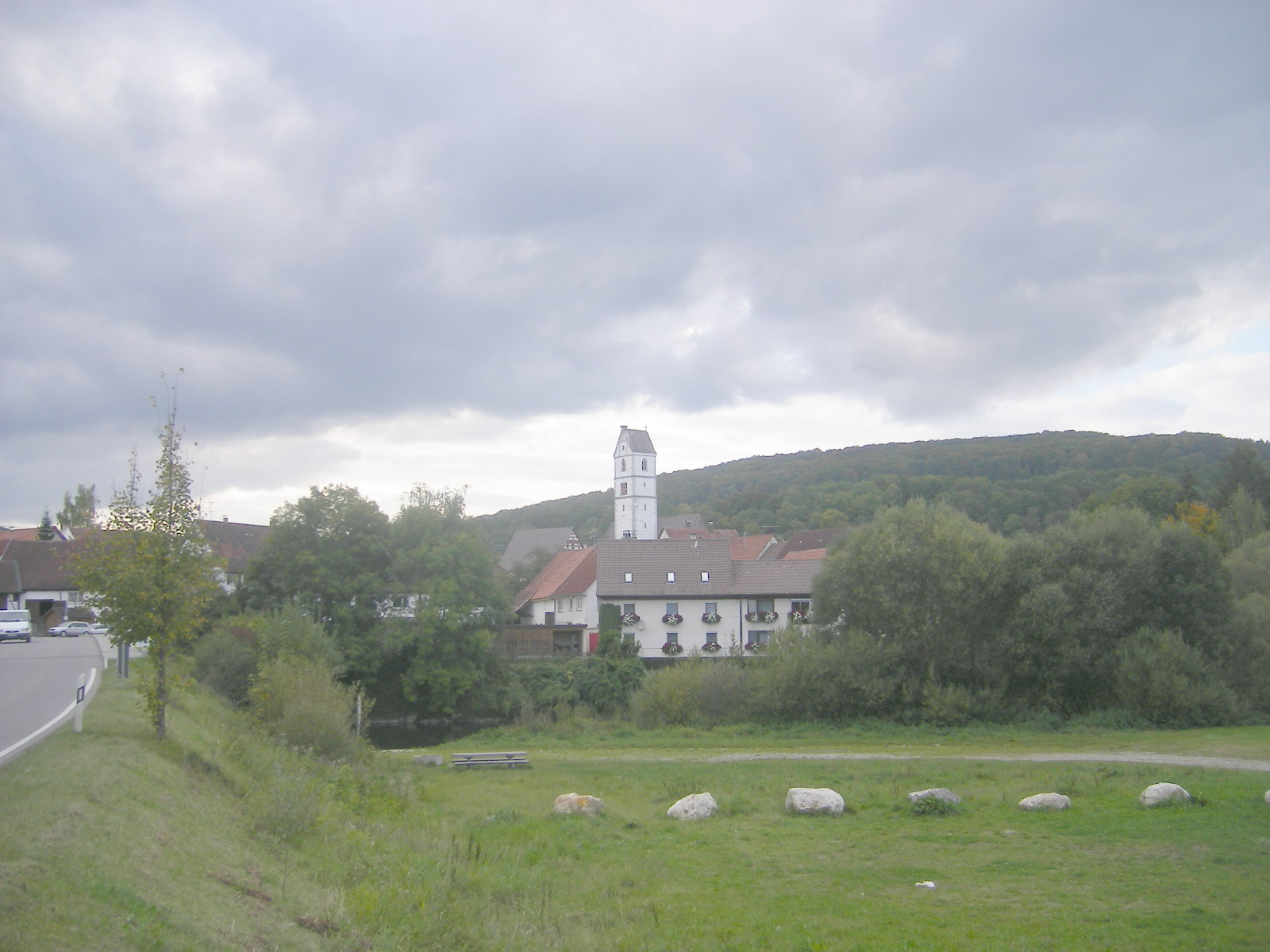
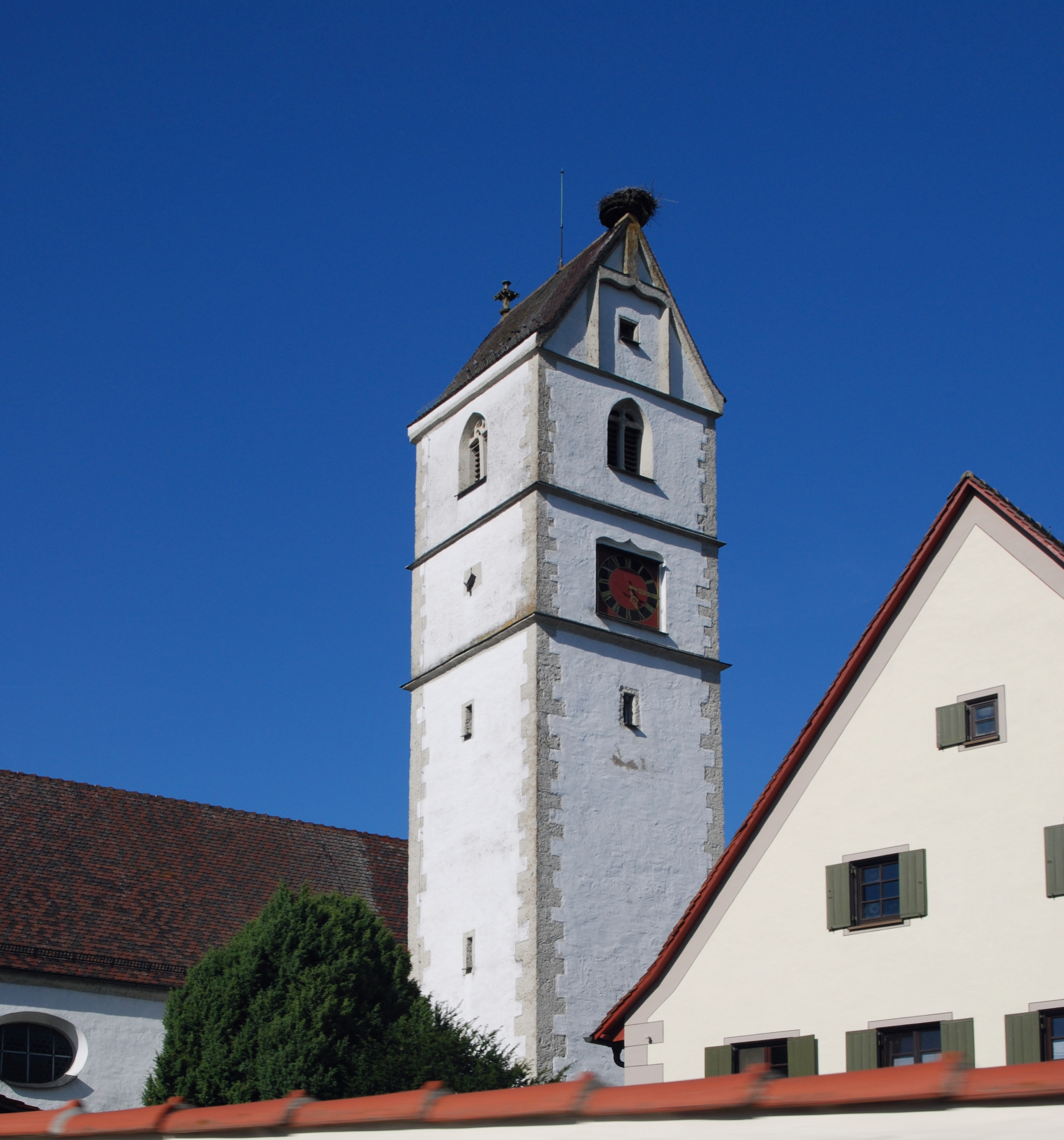